# NGC 6935
NGC 6935 é uma galáxia espiral barrada (SBa) localizada na direcção da constelação de Indus. Possui uma declinação de -52° 06' 37" e uma ascensão recta de 20 horas, 38 minutos e 20,0 segundos.
A galáxia NGC 6935 foi descoberta em 8 de Julho de 1834 por John Herschel.